# Spirodactylon
Spirodactylon är ett släkte av svampar. Spirodactylon ingår i familjen Kickxellaceae, ordningen Kickxellales, divisionen oksvampar och riket svampar.
|               | Coemansia                              |
|               |                                        |
|               | Kickxella                              |
|               |                                        |
|               | Martensella                            |
|               |                                        |
|               | Mycoëmilia                             |
|               |                                        |
|               | Ramicandelaber                         |
|               |                                        |
|               | Myconymphaea                           |
|               |                                        |
|               | Spiromyces                             |
|               |                                        |
|               | Linderina                              |
|               |                                        |
|               | Dipsacomyces                           |
|               |                                        |
|               | Pinnaticoemansia                       |
|               |                                        |
| Spirodactylon | \| \| Spirodactylon aureum \| \| \| \| |
|               | \| \| Spirodactylon aureum \| \| \| \| |
|               | Martensiomyces                         |
|               |                                        |
|               | Spirodactylon aureum                   |
|               |                                        |

|  | Spirodactylon aureum |
|  |                      |